# Марк Крепон

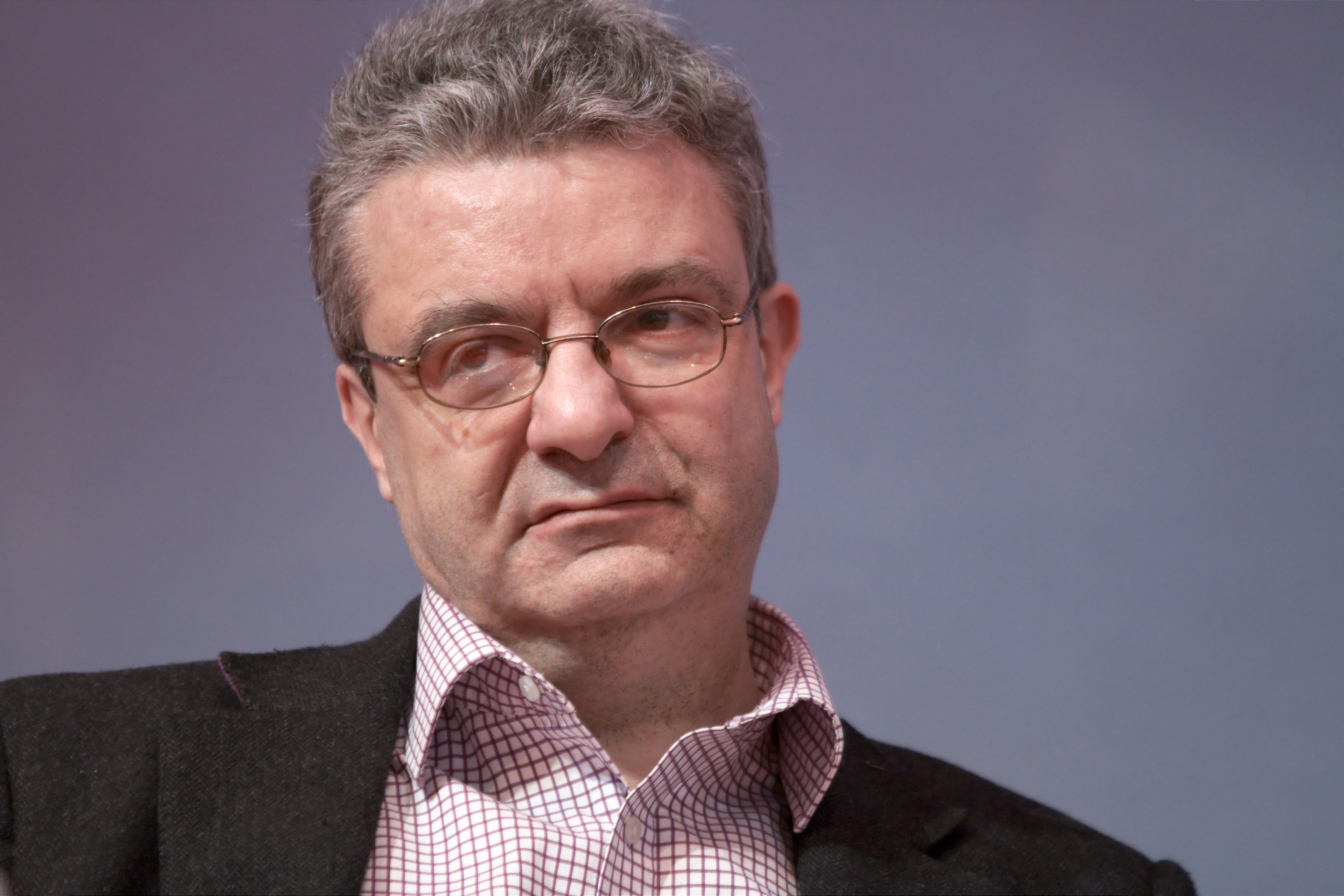
Марк Крепон під час Книжкового салону в Парижі, березень 2010 року

Марк Крепо́н (фр. Marc Crépon, 30 березня 1962, Десіз, Бургундія) — французький філософ і перекладач. Директор досліджень CNRS, з липня 2011 року директор відділення філософії Вищої нормальної школи. ПРедметом його досліджень є насамперед проблеми мов та спільнот у французькій і німецькій філософії, зокрема він цікавиться філософським доробком Фрідріха Ніцше, Франца Розенцвайга та Жака Дерріди. Марк Крепон є одним із засновників асоціації «Ars Industrialis».

## З біографії
- 1984–1987 — навчання у Вищій нормальній школі.
- 1985 — стажування в Тюбінгенському університеті.
- 1987–1989 — професор Кишинівського університету (Молдова) в рамках франко-молдовського наукового співробітництва.
- 1990–1993 — викладач філософії в Університеті Париж X
- 1993–1996 — стипендіат Фундації Тьєра, за цей час написав і захистив докторську дисертацію «Проблеми людського різноманіття (дослідження характеристик народів та конструювання географії духу від Лейбніца до Гегеля».
- 1997–2003 — науковець Національного центру наукових досліджень.
- З 2003 — директор досліджень Національного центру наукових досліджень.
- З 2011 — директор відділення філософії Вищої нормальної школи.

## Вибрані публікації
- Les Géographies de l'esprit, Paris, Payot, 1996
- Le Malin génie des langues, Paris, Vrin, 2000
- Les Promesses du langage : Benjamin, Rosenzweig, Heidegger, Paris, Vrin, 2001
- L'Imposture du choc des civilisations, Nantes, éditions pleins feux, 2002
- Nietzsche : L'art et la politique de l'avenir, Paris, PUF, 2003
- La Philosophie au risque de la promesse (recueil, en collaboration avec Marc de Launay), Paris, Bayard, 212 p.
- Terreur et poésie, Paris, Galilée, 2004, 150 p.
- Langues sans demeure, Paris, Galilée, 2005
- Altérités de l'Europe, Paris, Galilée, 2006, 207 p. (український переклад 2011)
- De la démocratie participative : fondements et limites, avec Bernard Stiegler, Editions Mille et une nuits, 2007
- Derrida, la tradition de la philosophie (recueil, avec Frédéric Worms) Galilée, 2008, 218 p.
- Vivre avec la pensée de la mort et la mémoire des guerres, Paris, collection " Le Bel Aujourd'hui ", Éditions Hermann, 2008
- La Guerre des civilisations, Paris, Galilée, 2010

## Українські переклади
- Крепон, Марк. Європейські іншості / Марк Крепон; пер. з французької, післямова та примітки О. Йосипенко. — К.: Укр. Центр духов. культури, 2011. — 184 с.

Переклад книги Марка Крепона був відзначений Премією Григорія Сковороди.